# Fléville-devant-Nancy
Fléville-devant-Nancy – miejscowość i gmina we Francji, w regionie Grand Est, w departamencie Meurthe i Mozela.
Według danych na rok 1990 gminę zamieszkiwało 2751 osób, a gęstość zaludnienia wynosiła 372 osób/km² (wśród 2335 gmin Lotaryngii Fléville-devant-Nancy plasuje się na 166. miejscu pod względem liczby ludności, natomiast pod względem powierzchni na miejscu 800.).

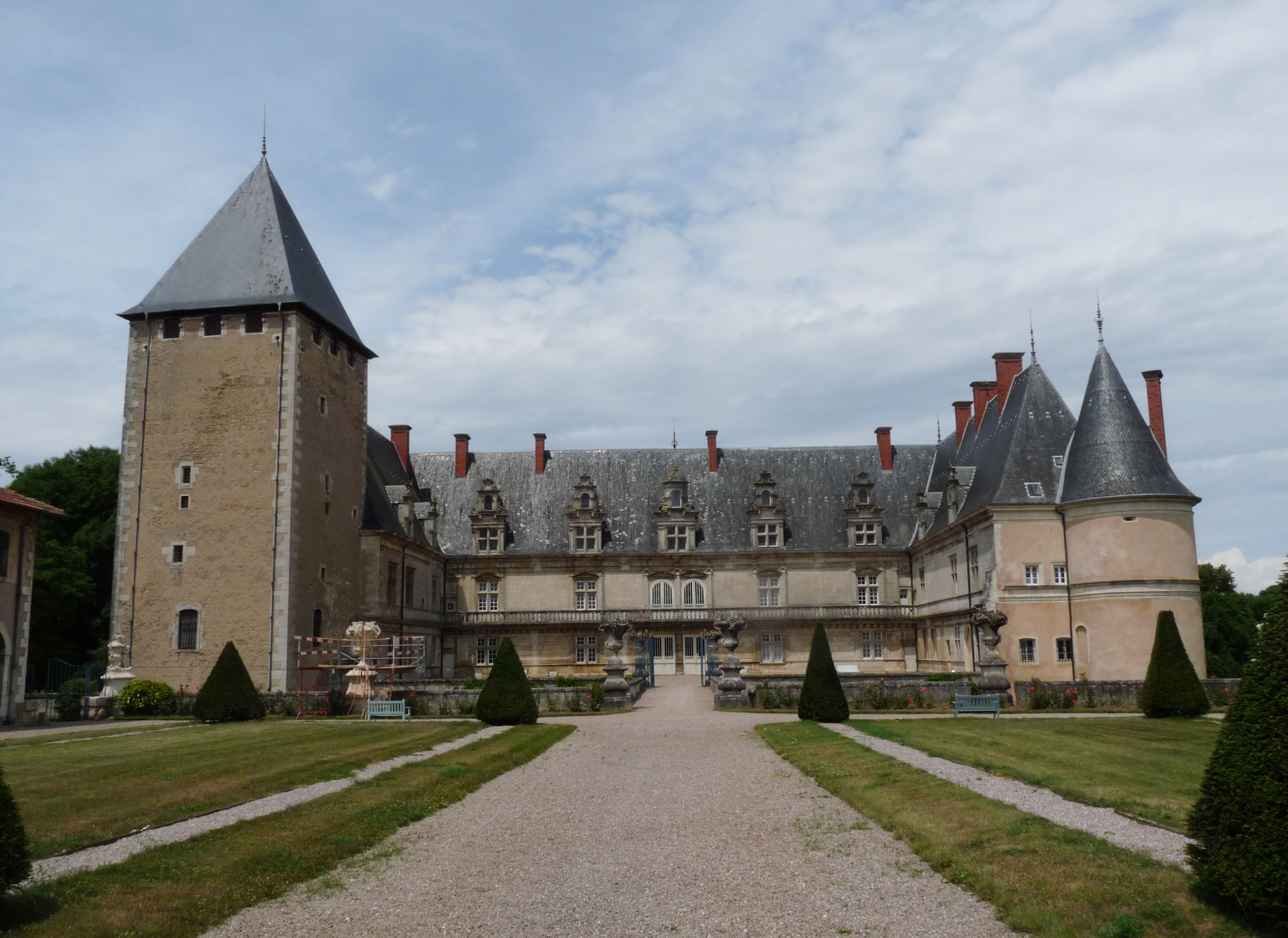
Zamek w Fléville-devant-Nancy (2009)
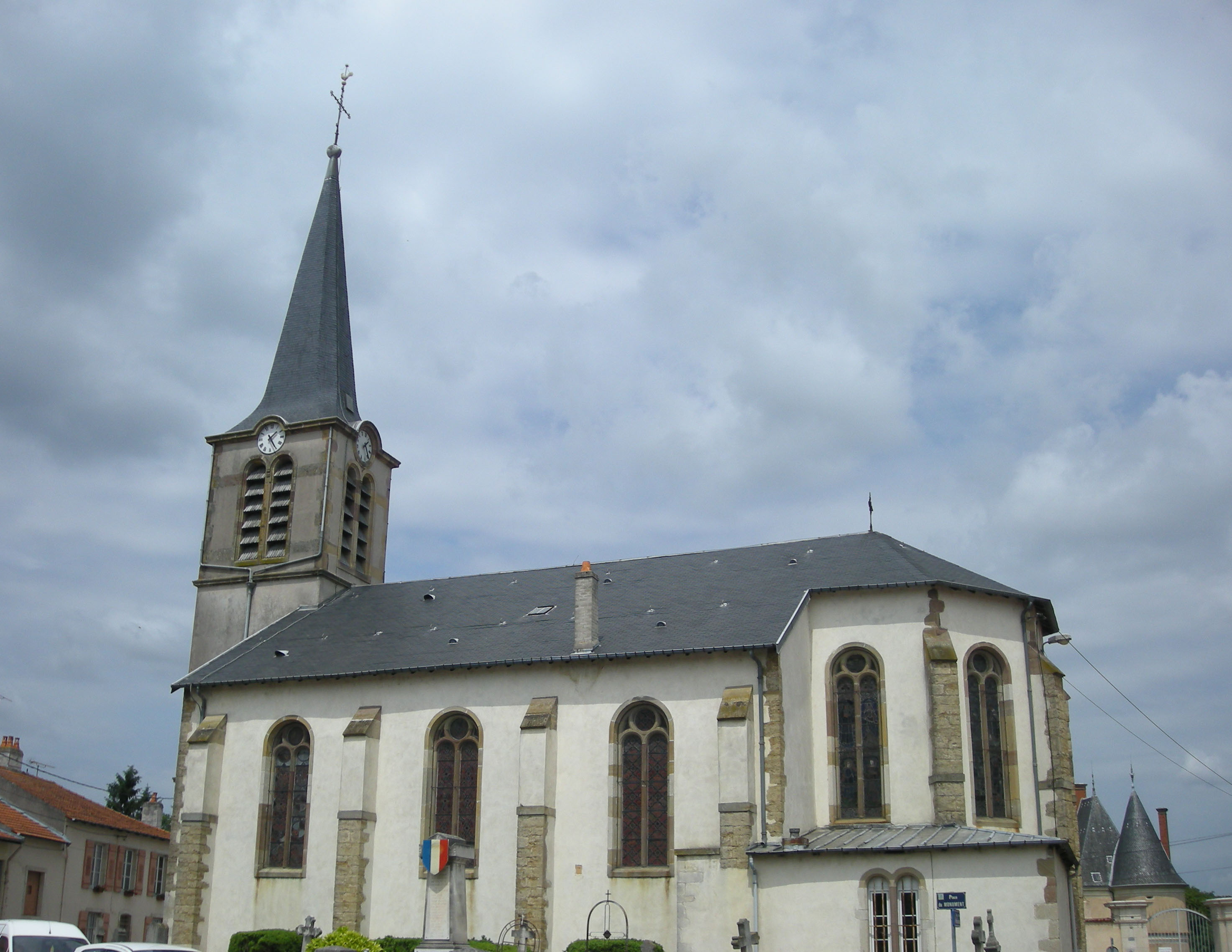
Kościół św. Pankracego (2008)

## Populacja

Populacja Fléville-devant-Nancy w latach 1962–2008